# Wereldkampioenschappen indooratletiek 1993

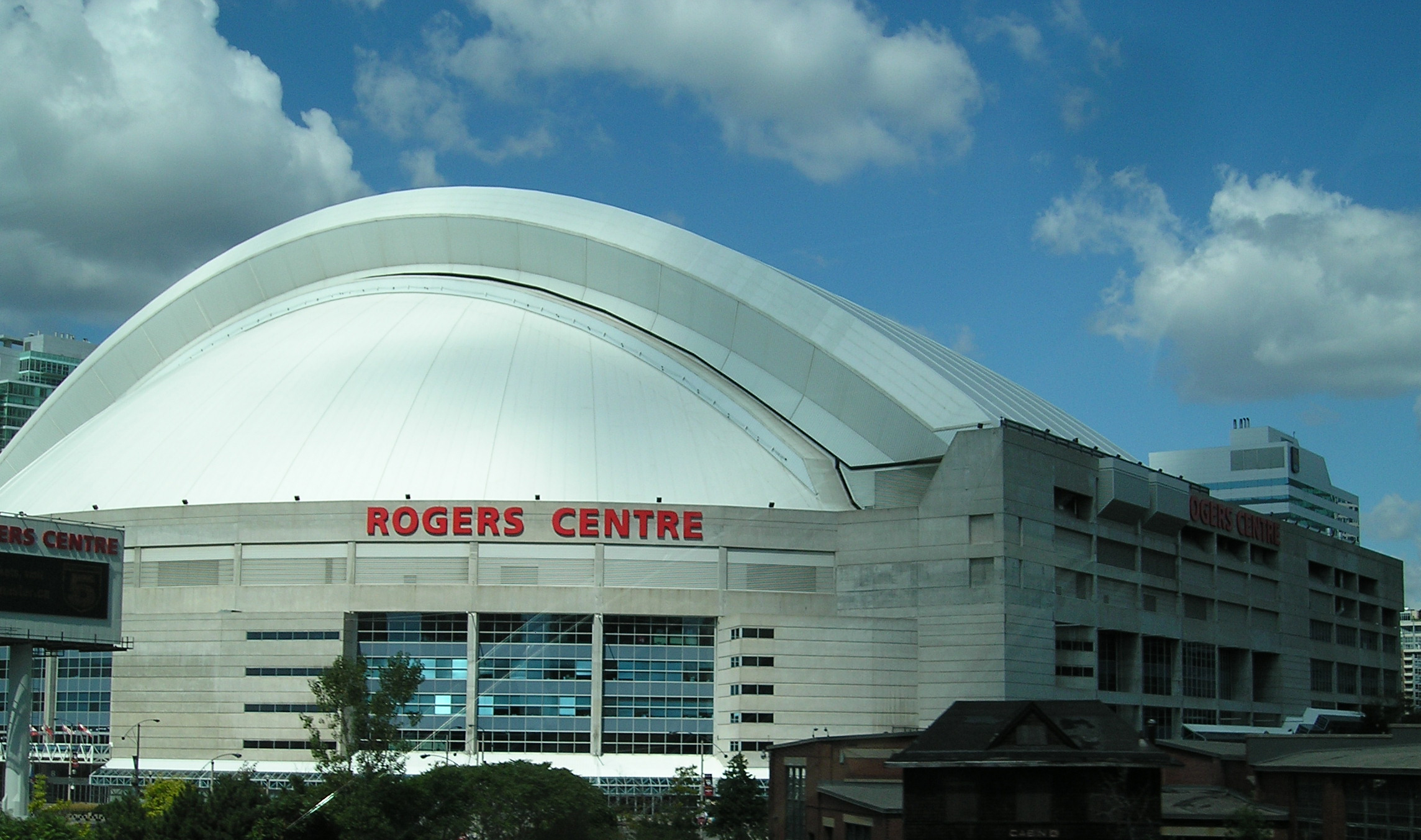
Rogers Center Toronto

De wereldkampioenschappen indooratletiek 1993 werden gehouden van vrijdag 12 maart 1993 tot en met zondag 14 maart 1993 in de Canadese stad Toronto. In totaal namen 537 atleten over 93 landen deel.
Bij dit kampioenschap was de 5000 meter snelwandelen de laatste keer onderdeel. Er werden wedstrijden als demonstratiesport georganiseerd op de atletiekonderdelen zevenkamp (mannen), vijfkamp (vrouwen) en de 4 x 1600 m (800m - 200m - 200m - 400m) estafette. Bij deze demonstratiesporten was er geen kampioenschapstitel te winnen.

## Wereldrecords
| Onderdeel          | Nationaliteit | Naam           | Datum            | Prestatie | Ronde  |
| ------------------ | ------------- | -------------- | ---------------- | --------- | ------ |
| hink-stap-springen | URS           | Inessa Kravets | 14 maart 1993    | 14,47 m   | finale |
| zevenkamp          | USA           | Dan O'Brien    | 13/14 maart 1993 | 6476 p    | finale |

## Deelnemers

### Nederland
- Nelly Cooman
  - 60 m - 7e in de finale met 7,29 s
- Ester Goossens
  - 400 m - 4e in de series met 52,73 s
- Léon Haan
  - 800 m - 4e in de series met 1.50,87
- Robin van Helden
  - 1500 m - 10e in de finale met 3.50,09
- Elly van Hulst
  - 3000 m - 6e in de finale met 9.08,33
- Miguel Janssen
  - 60 m - 6e in de series met 6,97 s
- Laurens Looije
  - polsstokhoogspringen - 9e in de kwalificatieronde met 5,30 m
- Frans Maas
  - verspringen - 4e in de finale met 7,96 m
- Emiel Mellaard
  - verspringen - 10e in de finale met 6,77 m
- Jacqueline Poelman
  - 60 m - 7e in de series met 7,42 s
  - 200 m - 4e in de halve finale met 23,70 s

### België
- Luc Bernaert
  - 800 m - 4e in de finale met 1.48,30
- Marc Corstjens
  - 1500 m - 8e in de finale met 3.46,69
- Alain Cuypers
  - 60 m horden - 5e in de series met 7,89 s
- Caroline Delplancke
  - 60 m horden - 5e in de series met 8,29 s
- Sylvia Dethier
  - 60 m horden - 4e in de series met 8,22 s
- Christophe Impens
  - 3000 m - 5e in de series met 7.56,07
- Patrick Stevens
  - 200 m - 6e in de finale met 21,21 s

## Uitslagen

### 60 m
| rang   | land | naam               | prestatie  |
| ------ | ---- | ------------------ | ---------- |
| Goud   | CAN  | Bruny Surin        | 6,50 (WMR) |
| Zilver | NAM  | Frankie Fredericks | 6,51       |
| Brons  | QAT  | Talal Mansour      | 6,57       |
| 4      | USA  | Jon Drummond       | 6,58       |
| 5      | CUB  | Joel Isasi         | 6,61       |
| 6      | USA  | Dennis Mitchell    | 6,62       |
| 7      | CUB  | Andrés Simón       | 6,63       |
| -      | GBR  | Jason John         | DNF        |

| rang   | land | naam                  | prestatie    |
| ------ | ---- | --------------------- | ------------ |
| Goud   | USA  | Gail Devers           | 6,95 s (WMR) |
| Zilver | RUS  | Irina Privalova       | 6,97 s       |
| Brons  | UKR  | Zjanna Tarnopolskaja  | 7,21 s       |
| 4      | CUB  | Liliana Allen         | 7,22 s       |
| 5      | USA  | Teresa Neighbors      | 7,26 s       |
| 6      | CIV  | Patricia Foufoué Ziga | 7,26 s       |
| 7      | NED  | Nelli Cooman          | 7,29 s       |
| 8      | FRA  | Patricia Girard       | 7,31 s       |

### 200 m
| rang   | land | naam            | prestatie |
| ------ | ---- | --------------- | --------- |
| Goud   | USA  | James Trapp     | 20,63     |
| Zilver | AUS  | Damien Marsh    | 20,71     |
| Brons  | USA  | Kevin Little    | 20,72     |
| 4      | CUB  | Iván García     | 20,82     |
| 5      | BUL  | Nikolay Antonov | 21,20     |
| 6      | BEL  | Patrick Stevens | 21,21     |

| rang   | land | naam              | prestatie   |
| ------ | ---- | ----------------- | ----------- |
| Goud   | RUS  | Irina Privalova   | 22,15 (WMR) |
| Zilver | AUS  | Melinda Gainsford | 22,73       |
| Brons  | RUS  | Natalja Voronova  | 22,90       |
| 4      | FIN  | Sanna Hernesniemi | 23,03       |
| 5      | USA  | Wendy Vereen      | 23,34       |
| 6      | USA  | Dyan Webber       | 23,53       |

### 400 m
| rang   | land | naam           | prestatie   |
| ------ | ---- | -------------- | ----------- |
| Goud   | USA  | Butch Reynolds | 45,26 (WMR) |
| Zilver | NGR  | Sunday Bada    | 45,75       |
| Brons  | AUS  | Darren Clark   | 46,45       |
| 4      | GER  | Rico Lieder    | 46,53       |
| 5      | JAM  | Devon Morris   | 46,67       |
| 6      | USA  | Jason Rouser   | 46,70       |

| rang   | land | naam               | prestatie |
| ------ | ---- | ------------------ | --------- |
| Goud   | JAM  | Sandie Richards    | 50,93     |
| Zilver | RUS  | Tatjana Aleksejeva | 51,03     |
| Brons  | USA  | Jearl Miles        | 51,37     |
| 4      | ESP  | Sandra Myers       | 51,45     |
| 5      | AUS  | Renee Poetschka    | 52,29     |
| 6      | USA  | Kim Batten         | 52,70     |

### 800 m
| rang   | land | naam                | prestatie |
| ------ | ---- | ------------------- | --------- |
| Goud   | GBR  | Tom McKean          | 1.47,29   |
| Zilver | BDI  | Charles Nkazamyampi | 1.47,62   |
| Brons  | GER  | Nico Motchebon      | 1.48,15   |
| 4      | BEL  | Luc Bernaert        | 1.48,30   |
| 5      | CAN  | Freddie Williams    | 1.51,26   |
| -      | BRA  | José Luiz Barbosa   | DNF       |

| rang   | land | naam                | prestatie     |
| ------ | ---- | ------------------- | ------------- |
| Goud   | MOZ  | Maria Mutola        | 1.57,55 (WMR) |
| Zilver | RUS  | Svetlana Masterkova | 1.59,18       |
| Brons  | USA  | Joetta Clark        | 1.59,86       |
| 4      | RUS  | Jelena Afanasjeva   | 2.01,87       |
| 5      | ROU  | Ella Kovacs         | 2.02,35       |
| 6      | UKR  | Yelena Storchova    | 2.03,08       |

### 1500 m
| rang   | land | naam              | prestatie |
| ------ | ---- | ----------------- | --------- |
| Goud   | IRL  | Marcus O'Sullivan | 3.45,00   |
| Zilver | GBR  | David Strang      | 3.45,30   |
| Brons  | CRO  | Branko Zorko      | 3.45,39   |
| 4      | USA  | Steve Holman      | 3.45,59   |
| 5      | FRA  | Mickaël Damian    | 3.45,59   |
| 6      | USA  | Bill Burke        | 3.46,18   |
| 7      | POR  | Mário Silva       | 3.46,61   |
| 8      | BEL  | Marc Corstjens    | 3.46,69   |

| rang   | land | naam                   | prestatie |
| ------ | ---- | ---------------------- | --------- |
| Goud   | RUS  | Jekaterina Podkopajeva | 4.09,29   |
| Zilver | ROU  | Violeta Beclea         | 4.09,41   |
| Brons  | SUI  | Sandra Gasser          | 4.10,99   |
| 4      | SUI  | Anna Brzezinska        | 4.11,15   |
| 5      | POL  | Maite Zúñiga           | 4.12,67   |
| 6      | ESP  | Maria Akraka           | 4.13,10   |
| 7      | POR  | Carla Sacramento       | 4.13,41   |
| 8      | CAN  | Paula Schnurr          | 4.23,66   |

### 3000 m
| rang   | land | naam              | prestatie |
| ------ | ---- | ----------------- | --------- |
| Goud   | ITA  | Gennaro di Napoli | 7.50,26   |
| Zilver | FRA  | Eric Dubus        | 7.50,57   |
| Brons  | ESP  | Enrique Molina    | 7.51,10   |
| 4      | USA  | Bob Kennedy       | 7.51,27   |
| 5      | DEN  | Mogens Guldberg   | 7.52,60   |
| 6      | GBR  | John Mayock       | 7.54,41   |
| 7      | CAN  | Brendan Matthias  | 7.55,57   |
| 8      | GER  | Mirko Döring      | 7.59,42   |

| rang   | land | naam             | prestatie |
| ------ | ---- | ---------------- | --------- |
| Goud   | GBR  | Yvonne Murray    | 8.50,55   |
| Zilver | ROU  | Margareta Keszeg | 9.02,89   |
| Brons  | USA  | Lynn Jennings    | 9.03,78   |
| 4      | GER  | Christina Mai    | 9.04,14   |
| 5      | CAN  | Ulla Marquette   | 9.04,72   |
| 6      | NED  | Elly van Hulst   | 9.08,33   |
| 7      | POR  | Marina Bastos    | 9.13,13   |
| 8      | USA  | Kathy Franey     | 9.13,16   |

### 60 m horden
| rang   | land | naam                | prestatie  |
| ------ | ---- | ------------------- | ---------- |
| Goud   | CAN  | Mark McKoy          | 7,41 (WMR) |
| Zilver | GBR  | Colin Jackson       | 7,43       |
| Brons  | USA  | Tony Dees           | 7,43       |
| 4      | GER  | Florian Schwarthoff | 7,54       |
| 5      | LAT  | Igor Kazanov        | 7,55       |
| 6      | ROU  | George Boroi        | 7,72       |
| 7      | CUB  | Emilio Valle        | 7,74       |
| 8      | BLR  | Sergey Usov         | 7,90       |

| rang   | land | naam                   | prestatie |
| ------ | ---- | ---------------------- | --------- |
| Goud   | SUI  | Julie Baumann          | 7,96      |
| Zilver | USA  | LaVonna Martin-Floreal | 7,99      |
| Brons  | FRA  | Patricia Girard        | 8,01      |
| 4      | RUS  | Yuliya Graudyñ         | 8,01      |
| 5      | CUB  | Aliuska López          | 8,11      |
| 6      | ESP  | María José Mardomingo  | 8,18      |
| 7      | SLO  | Brigita Bukovec        | 8,28      |
| -      | JAM  | Michelle Freeman       | DSQ       |

### 5000 m snelwandelen/3000 m snelwandelen
| rang   | land | naam                 | prestatie |
| ------ | ---- | -------------------- | --------- |
| Goud   | RUS  | Michail Sjtsjennikov | 18.32,10  |
| Zilver | POL  | Robert Korzeniowski  | 18.35,91  |
| Brons  | RUS  | Mikhail Orlov        | 18.43,48  |
| 4      | CAN  | Tim Berrett          | 18.53,02  |
| 5      | GER  | Ronald Weigel        | 19.02,73  |
| 6      | FRA  | Jean-Claude Corre    | 19.10,72  |
| 7      | ROU  | Costica Balan        | 19.12,73  |
| 8      | SWE  | Stefan Johansson     | 20.30,32  |

| rang   | land | naam               | prestatie |
| ------ | ---- | ------------------ | --------- |
| Goud   | RUS  | Jelena Nikolajeva  | 11.49,73  |
| Zilver | POL  | Kerry Junna-Saxby  | 11.53,82  |
| Brons  | RUS  | Ileana Salvador    | 11.55,35  |
| 4      | GER  | Beate Anders       | 11.57,14  |
| 5      | RUS  | Yelena Arshintseva | 12.01,22  |
| 6      | ITA  | Anna-Rita Sidoti   | 12.04,16  |
| 7      | FIN  | Sari Essayah       | 12.06,10  |
| 8      | SWE  | Madelein Svensson  | 12.18.10  |

### Verspringen
| rang   | land | naam            | prestatie |
| ------ | ---- | --------------- | --------- |
| Goud   | CUB  | Iván Pedroso    | 8,23      |
| Zilver | USA  | Joe Greene      | 8,13      |
| Brons  | CUB  | Jaime Jefferson | 7,98      |
| 4      | NED  | Frans Maas      | 7,96      |
| 5      | ROU  | Bogdan Tudor    | 7,91      |
| 6      | BUL  | Ivaylo Mladenov | 7,86      |
| 7      | CHN  | Zhou Ming       | 7,84      |
| 8      | TPE  | Nai Hui-fang    | 7,70      |

| rang   | land | naam              | prestatie |
| ------ | ---- | ----------------- | --------- |
| Goud   | ROU  | Marieta Ilcu      | 6,84      |
| Zilver | GER  | Susen Tiedtke     | 6,84      |
| Brons  | UKR  | Inessa Kravets    | 6,77      |
| 4      | RUS  | Irina Mushayilova | 6,76      |
| 5      | UKR  | Larisa Berezhnaya | 6,74      |
| 6      | SWE  | Erica Johansson   | 6,71      |
| 7      | AUT  | Ljudmila Ninova   | 6,70      |
| 8      | ROU  | Mirela Dulgheru   | 6,55      |

### Hink-stap-springen
| rang   | land | naam               | prestatie   |
| ------ | ---- | ------------------ | ----------- |
| Goud   | FRA  | Pierre Camara      | 17,59 (WMR) |
| Zilver | LAT  | Mâris Bružiks      | 17,36       |
| Brons  | BER  | Brian Wellman      | 17,27       |
| 4      | RUS  | Vladimir Melikhov  | 17,07       |
| 5      | CUB  | Yoelbi Quesada     | 17,06       |
| 6      | GBR  | Jonathan Edwards   | 16,76       |
| 7      | MAD  | Toussaint Rabenala | 16,74       |
| 8      | ARM  | Parkev Grigoryan   | 16,20       |

| rang   | land | naam                | prestatie   |
| ------ | ---- | ------------------- | ----------- |
| Goud   | UKR  | Inessa Kravets      | 14,47 (WMR) |
| Zilver | RUS  | Iolanda Tsjen       | 14,36       |
| Brons  | RUS  | Inna Lasovskaja     | 14,35       |
| 4      | ITA  | Antonella Capriotti | 14,01       |
| 5      | GER  | Helga Radtke        | 13,95       |
| 6      | ESP  | Concepción Paredes  | 13,83       |
| 7      | CZE  | Sárka Kaspárková    | 13,81       |
| 8      | CUB  | Eloina Echevarría   | 13,77       |

### Hoogspringen
| rang   | land | naam             | prestatie |
| ------ | ---- | ---------------- | --------- |
| Goud   | CUB  | Javier Sotomayor | 2,41      |
| Zilver | SWE  | Patrik Sjöberg   | 2,39      |
| Brons  | GBR  | Steve Smith      | 2,37      |
| 4      | GBR  | Dalton Grant     | 2,34      |
| 5      | BAH  | Troy Kemp        | 2,34      |
| 6      | UKR  | Yuriy Sergiyenko | 2,31      |
| 7      | GER  | Hendrik Beyer    | 2,31      |
| 8      | USA  | Hollis Conway    | 2,24      |

| rang   | land | naam               | prestatie |
| ------ | ---- | ------------------ | --------- |
| Goud   | BUL  | Stefka Kostadinova | 2,02      |
| Zilver | GER  | Heike Henkel       | 2,02      |
| Brons  | UKR  | Inha Babakova      | 2,00      |
| 4      | ROU  | Alina Astafei      | 1,97      |
| 5      | AUS  | Alison Inverarity  | 1,97      |
| 6      | CUB  | Ioamnet Quintero   | 1,97      |
| 7      | USA  | Angie Bradburn     | 1,94      |
| 7      | CUB  | Silvia Costa       | 1,94      |

### Polsstokhoogspringen
| rang   | land | naam             | prestatie |
| ------ | ---- | ---------------- | --------- |
| Goud   | RUS  | Rodion Gataullin | 5,90      |
| Zilver | KAZ  | Grigori Jegorov  | 5,80      |
| Brons  | FRA  | Jean Galfione    | 5,80      |
| 4      | RUS  | Igor Trandenkov  | 5,80      |
| 5      | FIN  | Jani Lehtonen    | 5,65      |
| 6      | GER  | Werner Holl      | 5,65      |
| 7      | ITA  | Andrea Pegoraro  | 5,65      |
| 8      | USA  | Greg West        | 5,60      |

### Kogelstoten
| rang   | land | naam               | prestatie |
| ------ | ---- | ------------------ | --------- |
| Goud   | USA  | Mike Stulce        | 21,27     |
| Zilver | USA  | Jim Doehring       | 21,08     |
| Brons  | UKR  | Aleksandr Bagach   | 20,63     |
| 4      | UKR  | Aleksandr Klymenko | 20,58     |
| 5      | ITA  | Paolo Dal Soglio   | 19,74     |
| 6      | ITA  | Luciano Zerbini    | 19,68     |
| 7      | RUS  | Sergey Smirnov     | 19,59     |
| 8      | GER  | Oliver-Sven Buder  | 19,03     |

| rang   | land | naam                 | prestatie |
| ------ | ---- | -------------------- | --------- |
| Goud   | RUS  | Svetlana Kriveljova  | 19,57     |
| Zilver | GER  | Stephanie Storp      | 19,37     |
| Brons  | CHN  | Zhang Liuhong        | 19,32     |
| 4      | UKR  | Valentina Fedyushina | 19,07     |
| 5      | RUS  | Anna Romanova        | 18,94     |
| 6      | CHN  | Li Xiaoyun           | 18,90     |
| 7      | CUB  | Belsis Laza          | 18,75     |
| 8      | GER  | Kathrin Neimke       | 18,50     |

### 4 x 400 m estafette
| rang   | land | naam                                                         | prestatie |
| ------ | ---- | ------------------------------------------------------------ | --------- |
| Goud   | USA  | Darnell Hall Brian Irvin Jason Rouser Mark Everett           | 3.04,20   |
| Zilver | TRI  | Daziel Jules Alvin Daniel Neil de Silva Ian Morris           | 3.07,02   |
| Brons  | JPN  | Masayoshi Kan Seiji Inagaki Yoshihiko Saito Hiroyuki Hayashi | 3.07,30   |

| rang   | land | naam                                                               | prestatie |
| ------ | ---- | ------------------------------------------------------------------ | --------- |
| Goud   | JAM  | Deon Hemmings Beverly Grant Cathy Rattray-Williams Sandie Richards | 3.32,32   |
| Zilver | USA  | Trevaia Williams Terri Dendy Dyan Webber Natasha Kaiser-Brown      | 3.32,50   |
| Brons  | -    | niemand                                                            | -         |

## Demonstratiesporten
De volgende wedstrijden vonden plaats als demonstratiesport en golden niet als officieel kampioenschap:

### Zevenkamp/Vijfkamp
| rang   | land | naam              | prestatie |
| ------ | ---- | ----------------- | --------- |
| Goud   | USA  | Dan O'Brien       | 6476 WR   |
| Zilver | CAN  | Mike Smith        | 6279      |
| Brons  | BLR  | Eduard Hämäläinen | 6075      |
| 4      | UKR  | Lev Lobodin       | 6017      |
| 5      | HUN  | Dezsö Szabó       | 5790      |
| 6      | FRA  | William Motti     | 5507      |

| rang   | land | naam               | prestatie |
| ------ | ---- | ------------------ | --------- |
| Goud   | ROU  | Liliana Năstase    | 4686      |
| Zilver | POL  | Urszula Wlodarczyk | 4667      |
| Brons  | GER  | Birgit Clarius     | 4641      |
| 4      | RUS  | Irina Tyukhay      | 4619      |
| 5      | USA  | Kym Carter         | 4566      |
| 6      | ROU  | Petra Vaidianu     | 4394      |
| 7      | GER  | Beatrice Mau       | 4358      |
| 8      | USA  | DeDe Nathan        | 4128      |

### 4 x 1600 m estafette (800 m-200 m-200 m-400 m)
| rang   | land | naam                                                              | prestatie |
| ------ | ---- | ----------------------------------------------------------------- | --------- |
| Goud   | USA  | Mark Everett James Trapp Kevin Little Butch Reynolds              | 3.15,10   |
| Zilver | BRA  | Gilmar dos Santos André da Silva Sidnei Telles Eronilde de Araujo | 3.16,11   |
| Brons  | CAN  | Freddie Williams Ricardo Greenidge Peter Ogilvie Mark Jackson     | 3.16,93   |

| rang   | land | naam                                                        | prestatie |
| ------ | ---- | ----------------------------------------------------------- | --------- |
| Goud   | USA  | Joetta Clark Wendy Vereen Kim Batten Jearl Miles            | 3.45,90   |
| Zilver | CAN  | Donalda Duprey Sonia Paquette Mame Twumasi Alanna Yakiwchuk | 3.56,34   |
| Brons  | -    | niemand                                                     | -         |

## Legenda
- WMR: Kampioenschapsrecord

## Medailleklassement
| Plaats | Land                | Goud | Zilver | Brons | Totaal |
| 1      | Rusland             | 6    | 4      | 3     | 13     |
| 2      | Verenigde Staten    | 5    | 4      | 5     | 14     |
| 3      | Verenigd Koninkrijk | 2    | 2      | 1     | 5      |
| 4      | Cuba                | 2    | 0      | 1     | 3      |
| 5      | Canada              | 2    | 0      | 0     | 2      |
| 5      | Jamaica             | 2    | 0      | 0     | 2      |
| 7      | Roemenië            | 1    | 2      | 0     | 3      |
| 8      | Frankrijk           | 1    | 1      | 2     | 4      |
| 9      | Oekraïne            | 1    | 0      | 4     | 5      |
| 10     | Italië              | 1    | 0      | 1     | 2      |
| 10     | Zwitserland         | 1    | 0      | 1     | 2      |
| 12     | Bulgarije           | 1    | 0      | 0     | 1      |
| 12     | Ierland             | 1    | 0      | 0     | 1      |
| 12     | Mozambique          | 1    | 0      | 0     | 1      |
| 15     | Australië           | 0    | 3      | 1     | 4      |
| 15     | Duitsland           | 0    | 3      | 1     | 4      |
| 17     | Burundi             | 0    | 1      | 0     | 1      |
| 17     | Kazachstan          | 0    | 1      | 0     | 1      |
| 17     | Letland             | 0    | 1      | 0     | 1      |
| 17     | Namibië             | 0    | 1      | 0     | 1      |
| 17     | Nigeria             | 0    | 1      | 0     | 1      |
| 17     | Polen               | 0    | 1      | 0     | 1      |
| 17     | Zweden              | 0    | 1      | 0     | 1      |
| 17     | Trinidad en Tobago  | 0    | 1      | 0     | 1      |
| 25     | Bermuda             | 0    | 0      | 1     | 1      |
| 25     | China               | 0    | 0      | 1     | 1      |
| 25     | Japan               | 0    | 0      | 1     | 1      |
| 25     | Qatar               | 0    | 0      | 1     | 1      |
| 25     | Kroatië             | 0    | 0      | 1     | 1      |
| 25     | Spanje              | 0    | 0      | 1     | 1      |

Parijs 1985 · 
Indianapolis 1987 · 
Boedapest 1989 · 
Sevilla 1991 · 
Toronto 1993 · 
Barcelona 1995 · 
Parijs 1997 · 
Maebashi 1999 · 
Lissabon 2001 · 
Birmingham 2003 · 
Boedapest 2004 · 
Moskou 2006 · 
Valencia 2008 ·
Doha 2010 ·
Istanboel 2012 ·
Sopot 2014 ·
Portland 2016 · 
Birmingham 2018 ·
Belgrado 2022 · 
Glasgow 2024 · 
Nanjing 2025 · 
Toruń 2026
Belgische medaillewinnaars · Nederlandse medaillewinnaars